# Kiriákosz Micotákisz
Kiriákosz Micotákisz (görög betűkkel: Κυριάκος Μητσοτάκης; Athén, 1968. március 4. –) görög politikus, jogász, az Új Demokrácia nevű párt elnöke, 2019 júniusától Aléxisz Cíprasz utódjaként Görögország miniszterelnöke.

## Életútja
Politikus családban született. Apja Konsztandínosz Micotákisz szintén politikus volt, 1990 és 1993 között Görögország miniszterelnöki tisztét is betöltötte.
2019 nyarán pártja megnyerte az időközi parlamenti választásokat, így Kiriákosz Micotákisz lett Görögország új miniszterelnöke. Az új miniszterelnököt az athéni érsek iktatta be hivatalába.